# 波霍熱利采

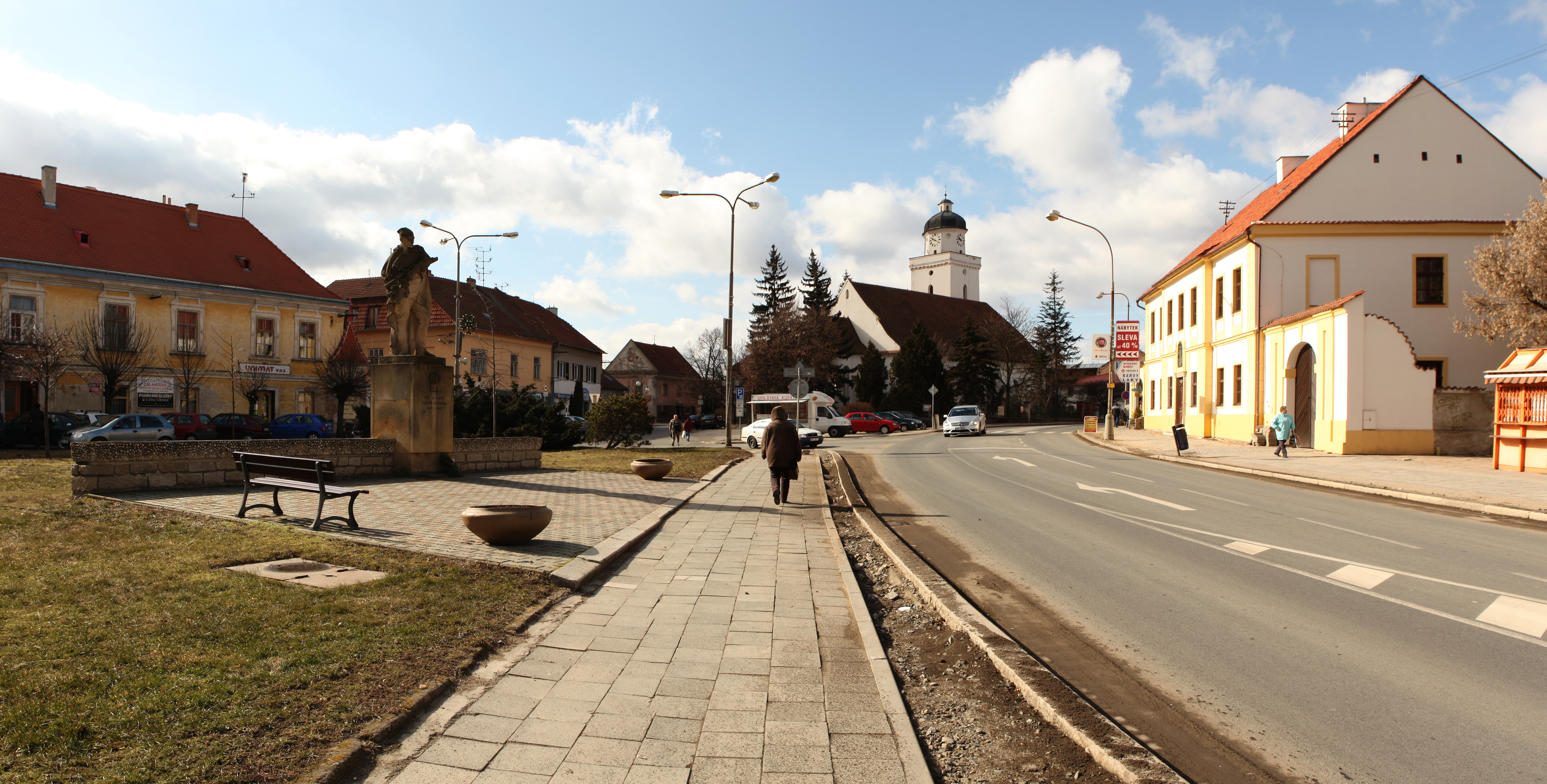

波霍熱利采是捷克的城鎮，位於該國南部伊赫拉瓦河畔，距離布爾諾25公里，由南摩拉維亞州負責管轄，面積43.02平方公里，海拔高度181米，2012年人口4,640。

## 外部連結
- （捷克文） Official website （页面存档备份，存于）